# 5. Międzynarodowy Festiwal Filmowy w Cannes
5. Międzynarodowy Festiwal Filmowy w Cannes odbył się w dniach 23 kwietnia–10 maja 1952 roku. Imprezę otworzył pokaz amerykańskiego musicalu Amerykanin w Paryżu w reżyserii Vincente Minnellego.
Jury pod przewodnictwem francuskiego pisarza Maurice'a Genevoix przyznało nagrodę główną festiwalu, Grand Prix, ex aequo włoskiemu filmowi Nadziei za dwa grosze w reżyserii Renato Castellaniego oraz amerykańskiemu filmowi Otello w reżyserii Orsona Wellesa.

## Jury Konkursu Głównego
- Maurice Genevoix, francuski pisarz − przewodniczący jury[3]
- Tony Aubin, francuski kompozytor
- Suzanne Bidault-Borel, francuska dyplomatka
- Pierre Billon, kanadyjski pisarz
- Roger Chapelain-Midy, francuski malarz
- Louis Chauvet, francuski dziennikarz
- Guy Desson, francuski polityk
- Gabrielle Dorziat, francuska aktorka
- Jean Dréville, francuski reżyser
- Jean-Pierre Frogerais, francuski producent filmowy
- André Lang, francuski pisarz i krytyk filmowy
- Jean Mineur, przedstawiciel Francuskiego Narodowego Centrum Kinematografii
- Raymond Queneau, francuski pisarz
- Georges Raguis, przedstawiciel związków zawodowych
- Evrard de Rouvre, francuski producent filmowy
- Charles Vildrac, francuski pisarz
- Georges Van Parys, francuski kompozytor